# Сандинистский фронт национального освобождения
Сандинистский фронт национального освобождения (аббр. СФНО, исп. Frente Sandinista de Liberación Nacional, аббр. FSLN) — никарагуанская политическая партия, названная в честь революционера 1920—30-х годов Аугусто Сесара Сандино. Вёл вооружённую борьбу против диктаторского режима Сомосы, завершившуюся победой Сандинистской революции в 1979 году. Находился у власти в период гражданской войны 1980-х. В 1990—2006 — контролировал силовые структуры, формально выступая в качестве левой оппозиции консервативным и либеральным правительствам, но, по мнению критиков, в реальности произошло установление двухпартийной диктатуры СФНО и Либерально-конституционной партии. С 2007 — вновь единственная правящая партия с традиционалистским уклоном в идеологии и внутренней политике. Лидер — Даниэль Ортега.

## История создания
В 1957 году Карлос Фонсека поехал в Москву на Всемирный фестиваль молодежи в качестве делегата от Социалистической партии. После этого в университете Леона он стал постоянным участником предшествующих Сандинистскому фронту подпольных антидиктаторских организаций, руководителем студенческих митингов в самом университете и на улицах, организатором продолжавшейся 48 часов первой общенациональной студенческой забастовки, охватившей и начальные школы. Забастовка ставила целью освобождение из тюрьмы нескольких преподавателей и одного студента, несправедливо осужденных Военным советом. Карлос ведет агитацию в университете, организует в различных районах Леона «народные комитеты». Они выдвигают требования экономического характера, которые затем перерастают в политические. В 1957 году образуется движение «Новая Никарагуа». Непосредственным предшественником СФНО была организация «Демократическая молодёжь Никарагуа» (исп. Juventud Democrática Nicaragüense). Основана в марте 1959 года Карлосом Фонсекой и Сильвио Майоргой, причём половина членов, включая Фонсеку, состояла также в Никарагуанской социалистической партии (так называлась партия просоветских коммунистов). Она была достаточно быстро разгромлена спецслужбами, возможно, благодаря их слежке за коммунистами. Фонсека был арестован и после выслан в Гватемалу.
СФНО был создан 23 июля 1961 года в Тегусигальпе группой находившихся под влиянием успехов Кубинской революции радикально настроенных молодых людей во главе с Карлосом Фонсекой и полковником Сантосом Лопесом (бывшим в отряде подростков в армии Сандино, имевшим богатый опыт партизанской борьбы), включавшей Томаса Борхе, Сильвио Майорга, Хорхе Наварро, Хосе Бенито Эскабара, Франсиско Буитраго, Ригоберто Круса, Фаустино Руиса, Виктора Тирадо и Хермана Помареса Ордоньеса. Хотя Фонсека предложил и отстоял название СФНО, но, чтобы не порывать с марксизмом провозглашением сандинизма, изначально в открытых источниках партия носила название «Фронт национального освобождения» (исп. Frente de Liberación Nacional аббр.FLN). Организационно партия была теперь полностью независима от коммунистов. Даже сам Карлос Фонсека уже не был членом НСП. В горах Никарагуа разворачивается партизанское движение. В борьбе пали мелкий землевладелец Чале Аслам, журналист Мануэль Диас Сотело, бывший солдат Национальной гвардии Хулио Алонсо, ветеран движения Сандино Эриберто Рейес. В Никарагуа создаётся организация Никарагуанская патриотическая молодежь, а за границей — Никарагуанская революционная молодежь. В 1962 году СФНО насчитывал 60 человек.
22 июля 1962 года по предложению К. Фонсеки было утверждено название Сандинистский фронт национального освобождения и для пропаганды тоже — как указание на принадлежность организации к партизанскому революционному наследию Аугусто Сандино, однако это название появилось в прессе только в 1963 году.

## Начало деятельности
СФНО первоначально состоял из трёх ячеек в Эстели, Леоне и Манагуа и количество не превышало 50 человек. За месяц до попытки вторжения на Кубу в апреле 1961 года была организована демонстрация в поддержку кубинцев — это стало первой акцией СФНО.
Командование СФНО первоначально находилось на территории Гондураса. Сначала потребовалось создать недалеко от гондурасской границы очаг партизанской борьбы, который постепенно должен был распространиться на всю страну. такая тактика получила название «focismo» («фокизм», от испанского foco,"фокус", «очаг», «центр»). Первый опыт фокизма в 1962-63 годах окончился провалом: местные индейцы не говорили по-испански и не понимали, что происходит и за что воюют партизаны. Первые же стычки с армейскими частями заставляли отступать в Гондурас. Например, в конце 1962-го отряд сандинистов под командованием К. Фонсеки перешёл границу Никарагуа в районе реки Рио-Коко; из-за плохой разведывательной подготовки отряд попал в засаду; несколько партизан были убиты бойцами Национальной гвардии, остальные перешли границу обратно. В начале 1963 года история повторилась уже в районе Рио-Бокей, где воевали отряды под общим командованием Сантоса Лопеса.
В 1963 году руководство СФНО выглядело следующим образом:
- Карлос Фонсека — организационные вопросы, политическая работа
- Сильвио Майорга — политическая работа
- Байярдо Альтамирано — политическая работа
- Мануэль Андара — политическая работа и пропаганда
- Ноэль Герреро — финансовые вопросы
- Сантос Лопес (позже Томас Борхе) — военная работа
- Орландо Квант — военная работа
- Хорхе Наварро — организация подполья
- Родольфо Ромеро — представитель СФНО на Кубе
- Марвин Герреро — связь между Никарагуа и Гондурасом
- (позднее Н. Герреро, М. Андара и Р. Ромеро отошли от активной деятельности)

С 1963 по 1966 год центр деятельности СФНО переместился в города, в то время как в горах велась только пропаганда среди крестьян. 22 марта 1963 года сандинисты захватили радио «Мундиаль» в Манагуа и передали в эфир воззвание с протестом против встречи президента США Дж. Кеннеди с главами центральноамериканских государств.
В 1965 году на Кубе от рака лёгких умер один из основателей СФНО, соратник Сандино, Сантос Лопес.
В 1966 году СФНО опубликовал манифест под названием «Сандино — да, Сомоса — нет, революция — да, избирательный фарс — нет» об отказе от мирных средств борьбы. В качестве нового очага борьбы с апреля 1967 года был избран горный район Панкасан неподалёку от Матагальпы, центр района партизанских действий генерала Сандино в 1927—1933 годах. Регион занимал 15 % территории страны, но жил там лишь 1 % населения. Организацией руководили К. Фонсека, Оскар Турсиос, Томас Борхе и Сильвио Майорга, большая группа партизан прошла подготовку на Кубе, в июле-октябре 1966 года воевали в Гватемале в рядах движения MR-13.
В мае 1967 года, одновременно с избранием А. Сомосы-младшего президентом СФНО начал партизанскую борьбу. В Манагуа были обстреляны дома некоторых видных деятелей режима и проведены экспроприации для нужд Фронта филиала «Лондонского банка» и инкассаторской машины Национального банка.
27 августа 1967 года один из больших отрядов партизан во главе с Сильвио Майоргой попал в засаду элитных частей Национальной гвардии и в ходе почти суточного боя практически полностью уничтожен. Кроме С. Майорги погиб другой лидер СФНО Ригоберто Крус. Партизаны вновь отошли в Гондурас.
В январе 1968 года К. Фонсека стал единоличным политическим и военным руководителем СФНО, а с февраля 1969 — его генеральным секретарём. Тогда же были приняты официальные цвета Фронта (красный и чёрный) и лозунг «Свободная родина или смерть» (Patria libre o morir) и написана программа сандинистов, названная позже «исторической».

## «Историческая программа» СФНО
Программа определяла СФНО как «военно-политическую организацию, стратегическая цель которой — взятие политической власти и создание революционного правительства, опирающегося на союз рабочих и крестьян и поддержку всех патриотических, антиимпериалистических и антиолигархических сил страны». Правящий режим расценивался как политически антинародный и юридически незаконный, а действия США — как вмешательство во внутренние дела страны. Ставилось целью «перераспределение земли в интересах трудящихся» и «ликвидация власти латифундистов» (аграрная реформа); экспроприация имущества клана Сомоса и его пособников; национализация иностранных горнорудных компаний и банковской системы; запрет ростовщичества; введение в экономику плановых начал, «положив конец анархии, характерной для капиталистического общества». Важное место в планировании должны были занять «индустриализация и электрификация страны». Одновременно обещалось «покровительство мелким и средним собственникам (промышленникам, торговцам), ограничивая сверхприбыль, получаемую от эксплуатации трудящихся». Планировалось установление контроля над внешней торговлей и ограничение импорта предметов роскоши.
В политической области обещалось восстановление всех политических и гражданских свобод, амнистия и возвращение политэмигрантов, а также строгое наказание для «лиц, виновных в преследовании, доносах, пытках или убийствах революционеров и других представителей народа»
Национальная гвардия подлежала ликвидации и замене её патриотической Народной Армией, куда разрешалось принимать и бывших нацгвардейцев при условии, что они «не принимали участия в убийствах, грабежах, пытках и преследовании прогрессивных деятелей, демократов, революционеров и трудящихся»
В сфере образования и культуры СФНО обещал развернуть массовую кампанию по ликвидации неграмотности и восстановить «преданные забвению антинародными режимами имена представителей прогрессивной интеллигенции». Говорилось, что «образование будет бесплатным на всех уровнях, а на некоторых — обязательным».
Декларировалось принятие прогрессивного Трудового Кодекса, гарантия 8-часового рабочего дня, право на регулярный отпуск и «доход трудящегося… который должен быть достаточным для удовлетворения его ежедневных потребностей». Обещалась ликвидация безработицы, предоставление каждой семье нормального жилья и уничтожение ростовщичества в области квартплаты.
Отдельные разделы программы посвящались специальным мерам по развитию отсталого атлантического побережья Никарагуа, эмансипации женщин и уважению религиозных чувств верующих.
В области внешней политики СФНО декларировало «положить конец американскому вмешательству во внутренние дела Никарагуа и проводить в отношении других стран политику взаимного уважения и братского сотрудничества между народами». Все неравноправные договоры подлежали отмене (в первую очередь имелся в виду «Договор Брайана — Чаморро»).
На базе этой программы СФНО начал активную и кропотливую работу по созданию родственных организаций среди рабочих, студентов (Революционный фронт студентов, РФС) и крестьян, «гражданских народных комитетов» в бедняцких кварталах городов, особенно в Манагуа. Эти организации должны были поддержать новое вооружённое восстание массовыми акциями неповиновения. «Цель должна быть в том, чтобы в каждом баррио (районе), каждом секторе производства, на каждом рабочем месте, была активная группа СФНО».

## Новая тактика Фронта
С 1967 года началось массовое вступление в СФНО членов подпольной Никарагуанской социалистической партии (так назывались просоветские коммунисты), рабочих и молодёжных активистов, особенно из среды студенчества. В 1970 году РФС выиграла выборы в органы студенческого самоуправления Университета Леона при открытом декларировании кандидатов от РФС как коммунистов и сандинистов, что только добавляло им голосов.
В 1969 году в состав Национального руководства входили:
- Карлос Фонсека
- Даниэль Ортега (замещал Фонсеку в его отсутствие)
- Оскар Турсиос (формально 2-е лицо в СФНО)
- Хулио Буитраго
- Рикардо Моралес
- Эфраин Санчес
- Франсиско Росалес

Работал исполнительный секретариат (во главе с Фонсекой), Генеральный штаб партизанской борьбы (отвечал за действия за пределами городов), Генеральный штаб городского сопротивления и региональные руководящие комитеты.
Накопив силы после полного временного прекращения боевых действий, с весны 1969 года сандинисты активизировались. 3 марта на юге страны, в департаменте Ривас, состоялся бой с батальоном нацгвардии, поддержанном авиацией. 15 июля на конспиративной квартире в Манагуа был убит член национального руководства Фронта Хулио Буитраго («отец городской вооружённой борьбы», как его называли в СФНО), для чего потребовался несколькочасовой штурм дома тремя сотнями нацгвардейцев при поддержке вертолётов и танка (однако Буитраго сумел прикрыть уход троих бойцов СФНО и оказался единственным найденным убитым подпольщиком). Так как эту операцию транслировали по телевидению, авторитет сандинистов сильно возрос.
К концу 1969 года Фронт потерял в боях 28 человек, 16 находилось в заключении, однако во всём фронте насчитывалось около 200 членов.
Кубинцев, прекративших после гибели Че Гевары военное обучение сандинистов заменили палестинцы из ООП, а также, в 1971 году, Северная Корея.
С сентября 1970 года руководство городским сопротивлением вместо Эфраина Санчеса (преемника Буитраго) возглавил Байярдо Арсе.
В 1971 году делегация СФНО во главе с К. Фонсекой по приглашению ЦК КПСС приняли участие в работе XXIV-м съезда КПСС.
31 августа 1971 года К. Фонсека был арестован в Коста-Рике и заключён в тюрьму Алахуэла. 23 декабря 7 бойцов во главе с Д. Ортегой напали на тюрьму с целью его освобождения, но операция провалилась, Д. Ортега был тяжело ранен, а супруга К. Фонсеки Мария Хайде попала в плен. 21 октября 1972 года группа боевиков СФНО под командованием Карлоса Агуэро захватила самолёт, на котором находились четыре американских бизнесмена из кампании «United Fruit». В обмен на них властями были освобождены четыре находившихся в заключении сандиниста, включая Фонсеку и Ортегу.
На фоне постоянно растущих акций протеста в стране А. Сомоса 1 мая 1972 года номинально передал власть Национальной правительственной хунте, однако это ничего не изменило в стране. А после землетрясения в декабре 1972 года, расхищения международной помощи и массового мародёрства со стороны нацгвардейцев реноме режима было окончательно подорвано.

## Активизация партизанских действий
В конце 1973 года был открыт новый партизанский фронт — на густонаселённом юге страны, в департаментах Масая, Карасо, Гранада и Ривас. Фронт возглавил один из лидеров СФНО Томас Борхе. Однако уже в самом начале, 17 сентября, в бою погибли 2 члена Национального руководства, Оскар Турсиос и Рикардо Моралес.
В первой половине 1970-х — в результате откола от СФНО радикальных коммунистов и ультралевых, создавших ходжаистское Марксистско-ленинское движение народного действия (PAM-ML) и профобъединение Рабочий фронт (FO), возникла антисомосистская народная милиция MILPAS. Городские активисты её идеологически ориентировались на китайский маоизм и (в большей степени) албанский ходжаизм. Сельская MILPAS вела борьбу против Национальной гвардии режима Сомосы с позиций левого популизма. В вооружённой борьбе против сомосизма PAM-ML, FO и MILPAS тесно сотрудничали с СФНО.
27 декабря 1974 года группой Хермана Пономареса и команданте Эдуардо Контрераса (всего 13 человек) были захвачены участники приёма для посла США, в том числе министр сельского хозяйства и друг А. Сомосы Хосе Мария «Чема», министр иностранных дел Алехандро Монтьель, министр финансов генерал Густаво Монтьель, министр общественных работ Армель Гонсалес, члены клана Сомосы посол Никарагуа в США Гильермо Севилья Дебайле и глава государственной кредитной корпорации ИНФОНАК Ноэль Паллейс Дебайле, президент компании Esso в Никарагуа Рапаччиоли, мэр Манагуа и другие. После 60-часовой осады и неудачной попытки штурма в обмен на них были освобождены 18 сандинистов, в том числе лидеры Фронта Д. Ортега и Хосе Бенито Эскобар (отвечавший за работу с профсоюзами). Также по требованию сандинистов в ведущих газетах страны было напечатано, озвучено на двух телеканалах и по 6 радиостанциям коммюнике СФНО, и выплачено 5 млн долларов. В коммюнике, в частности, обещалось повысить зарплату всем группам рабочих и даже нацгвардейцам — до 500 кордоб (71 доллар).
Вскоре после этого, 6 января 1975 года в регионе Атлантико-Норте в городе Васлала сандинисты во главе с Карлосом Агуэро Эчеверрией (команданте Родриго), членом Национального руководства СФНО, совершили нападение на штаб-квартиру нацгвардии.
Ответом на эти акции стала активная зачистка элитными частями нацгвардии партизанского района в горах Матагальпы, организация там концлагерей и бомбёжки, в том числе и напалмом. В целом сандинисты не могли выстоять в бою против правительственных войск.

## Организационная структура
В ходе войны организационная структура СФНО неоднократно изменялась и совершенствовалась, однако перед началом всеобщего восстания в 1978 году была уже сформирована система «трех уровней революционных сил»:
- мобильные партизанские подразделения сандинистской армии;
- территориальные отряды «народной милиции» (первые отряды созданы в феврале 1978 года);
- невоенные объединения народных масс:

- территориальные «Комитеты гражданской защиты» (в городах и сельской местности);
- производственные «Комитеты защиты трудящихся» и «Комитеты революционных рабочих» (на ряде предприятий).

- кроме того, был создан отряд «Ла-Льебре» («Заяц»), получивший статус вне категорий («ударная группа особого назначения»). Это было элитное подразделение, находившееся в прямом подчинении главного военного командования СФНО и считавшееся мобильным резервом главного командования. Отряд «Ла-Льебре» был практически полностью вооружён автоматическим оружием, а также одним из первых получил на вооружение базуки и несколько миномётов. Командиром отряда являлся команданте Вальтер Феррети («Чомбе»), его заместителем — Карлос Сальгадо[9].

## Течения в СФНО
Фактический раскол СФНО на три группировки особенно сильно дал себя знать в 1975 году. Раскол был вызван не разницей взглядов, а разногласиями относительно тактики борьбы.
- «СФНО — Длительная народная война» (FSLN Guerra Popular Prolongada, GPP) — чисто марксистская, создана в 1967 году, сторонники «геваризма», «фокизма» и доктрины «тайного сосредоточения сил»: по их идее, в то время как городские организации должны были вербовать сторонников (в частности, в студенческой среде) и аккумулировать денежные средства (в том числе, путём экспроприаций), основные силы следовало сконцентрировать в горной местности на севере и северо-востоке страны.
  - Во главе стояли Виктор Мануэль Тирадо Лопес, Томас Борхе, Генри Руис, Байярдо Арсе.

- «СФНО — Пролетарии» (FSLN Proletario) — создана в декабре 1974 года, сторонники доктрины «городской герильи», считавшие движущей силой революции рабочий класс, наемных сельхозрабочих и городское население, также сторонники «фокизма». Считали, что упор надо делать на политико-пропагандистскую работу в этих слоях, чтобы впоследствии создать массовую марксистскую партию, включавшую также католиков-марксистов. Выступали за вооружённое восстание в городах после предварительной тщательной политической подготовки и организации массовой политической забастовки. Эта группа нерегулярно издавала две газеты: «Дело сандинизма» и «Народный боец», создавала на заводах и фабриках собственные организации, «Комитеты революционных рабочих» и действовали в городах, с нападениями и саботажем.
  - Во главе стояли Хайме Уилок, Луис Каррион, Карлос Нуньес.

- «Повстанческое СФНО» (FSLN Insurreccional) или «Tercerista»(«Tersero» — «третий») — оформилась последней, состояла в основном из руководителей фронта, находящихся в эмиграции, сандинистов самых разных политических взглядов: (марксистов, в том числе, неортодоксальных, демохристиан, социал-демократов, студентов идеалистических взглядов, предпринимателей и представителей профессорско-преподавательского состава). Эти сандинисты пыталась примирить первые две группировки на компромиссной платформе. Они были сторонниками доктрины «всеобщего народного восстания», и в сельской местности, и в городах и предлагали максимально расширить социальную базу борьбы против правительства, идти на альянс с иными оппозиционными антисомосистскими силами. Во главе стояли Карлос Фонсека, Даниэль Ортега, Умберто Ортега, Эдуардо Контрерас, к ним был близок и лидер фракции «СФНО — Длительная народная война» Виктор Тирадо.[10].

В октябре 1975 года фракция «Пролетариев» была исключена из СФНО якобы за «маоизм», после гибели 7 ноября 1976 года Карлоса Фонсеки и Эдуардо Контрераса обострились противоречия и между двумя другими фракциями, причём прежний лидер «Длительной народной войны» Виктор Тирадо переходит во фракцию «терсеристов», не стоявших на позиции сохранения СФНО как марксистской организации. В сентябре 1978 года фракция «Пролетариев» под названием СФНО самостоятельно организовала вооружённое восстание, а две другие фракции примкнули к «Пролетариям».

## Вторая программа СФНО[11]
4 мая 1977 года была опубликована «Военно-политическая программа СФНО для ликвидации диктатуры» — 2-я, расширенная и углубленная программа Фронта.
В историческом разделе отмечалось: «Сандинистская народная революция вступила в высшую и завершающую фазу этапа революционного подъёма… Налицо союз рабочих и крестьян, готовых… начать борьбу с целью свержения сомосистской банды».
В разделе о целях говорилось: «Затем мы намерены создать революционное народно-демократическое правительство, которое позволит нам, опираясь на пролетарскую идеологию и исторические заветы Сандино, добиться триумфа в построении социализма и создания общества свободных людей, о чём так мечтал Аугусто Сандино… Это правительство… будет бороться за национальный суверенитет, против экономического и политического влияния империалистов… Оно создаст сандинистскую армию, которая заменит „Национальную гвардию“ и будет способна защитить интересы революции… передаст землю тем, кто её обрабатывает… Его социальной основой будут рабочие, крестьяне, студенты и революционная интеллигенция».
В разделе о гражданской войне писалось: «…Мы говорим о гражданской войне, поскольку её готовят местные реакционные классы, сопротивляющиеся революционному процессу. Это будет революционная война, поскольку, опираясь на союз рабочих и крестьян… она не только ставит целью свержение сомосистской камарильи, но и создаст условия для развития сандинистского процесса через демократическую стадию к социализму».
Содержались чёткие определения движущих сил революционного процесса: «Промышленные рабочие города и сельскохозяйственные рабочие деревни — основной класс, способный провести глубокие революционные преобразования капиталистической эксплуататорской системы… Но он не может достичь революционных целей без широкой поддержки других слоёв народа, и особенно крестьянства и мелкой буржуазии… Студенты и интеллигенция, будучи частью мелкой буржуазии, также играют важную роль в революционном процессе, являются неотъемлемым элементом в борьбе… Движущая сила революции — блок трёх классов: пролетариата, крестьянства и мелкой буржуазии».
Начали издаваться подпольные газеты и журналы «Rojo y Negro», «Trinchera», «El Sandinista».

## Резкое обострение партизанской войны
В ходе партизанской войны силы СФНО были организованы в несколько фронтов:
- На Тихоокеанском побережье:

- северо-западный фронт «Ригоберто Лопес Перес»;
- юго-восточный фронт «Камило Ортега»;
- южный фронт «Бенхамин Селедон».

- «Континентальные фронты»:

- северный фронт «Карлос Фонсека Амадор»;
- северо-восточный фронт «Пабло Убеда»;
- восточный фронт «Карлос Роберто Уэмбес»;
- в городе Манагуа, внутренний фронт «Улисес Тапиа Роа».

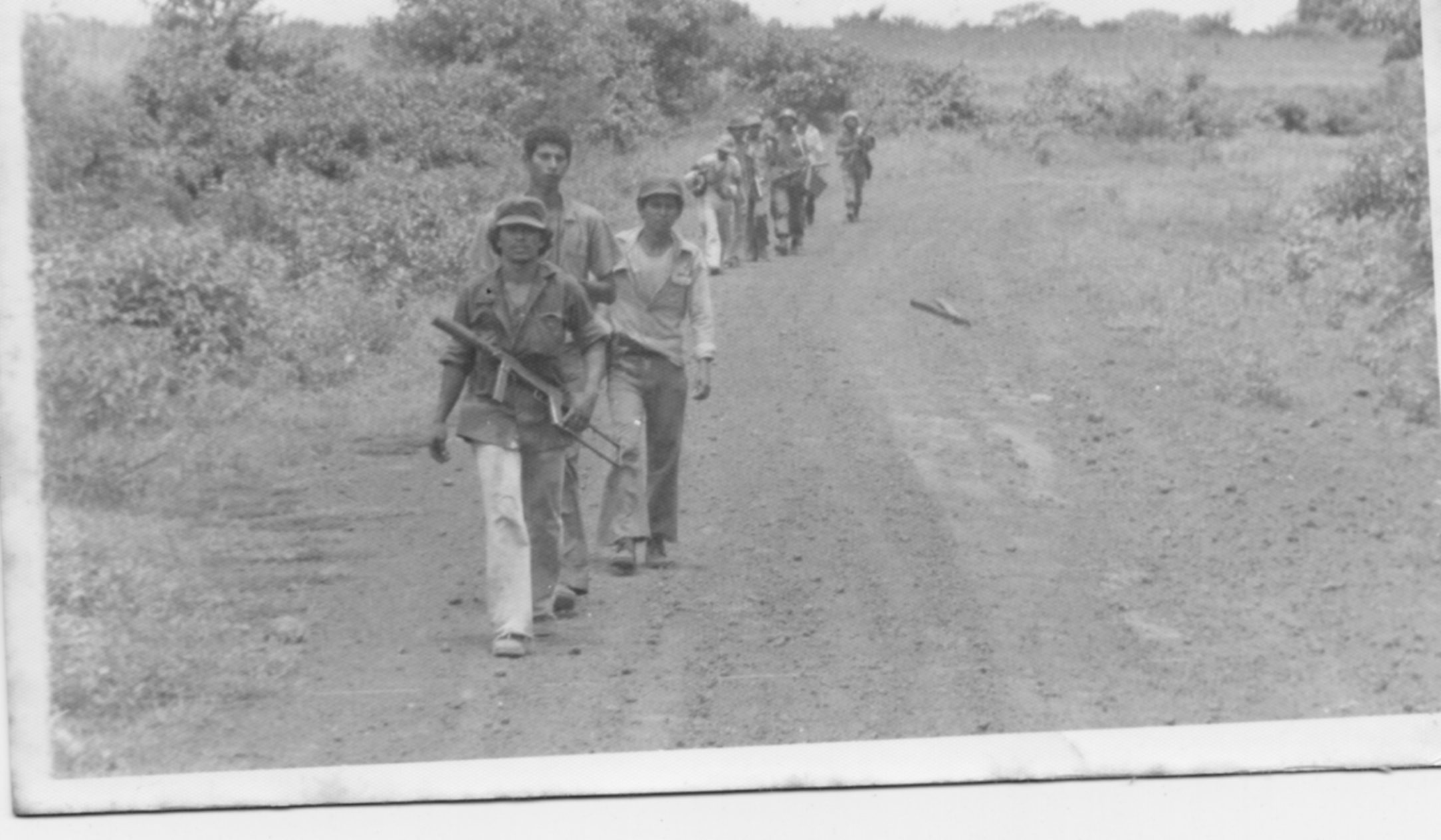
Партизаны-сандинисты на марше

В октябре 1977 года впервые были атакованы казармы нацгвардии в городах — в Манагуа, Типитапе, Масае, Сан-Карлосе и ряде населённых пунктов на партизанском Северном фронте. Несмотря на гибель при этом члена Руководства СФНО Педро Арауса Паласиоса и последовавшее оставление позиций, эта акция была признана успешной.
10 января 1978 года в Манагуа был застрелен председатель оппозиционного «Демократического союза освобождения», редактор газеты La Prensa Педро Хоакин Чаморро, это событие послужило толчком для массовых беспорядков и развёртывания партизанской войны.
Широкий внутригосударственный и международный резонанс имела акция, проведённая группой из 25 сандинистов из фракции «терсеристов» под командованием полевого командира СФНО Эдена Пасторы (также очень важную и активную роль играли Дора Мария Тельес и Уго Торрес) 22 августа 1978 года — захват Национального дворца и взятие нескольких десятков заложников из никарагуанской элиты, «Операция Смерть сомосизму, Карлос Фонсека Амадор» (в просторечии «Операция Свинство», Operación Chanchera — поскольку члены Национального конгресса считались «свиньями», а Национальный дворец — «свинарником».).

Основной целью операции было освобождение 50 политзаключённых, включая Томаса Борхе (также распространение различных коммюнике СФНО в СМИ, выплата 10 миллионов долларов и гарантия выезда из страны участникам акции). Первоначально было захвачено более 3000 человек, которых постепенно освобождали по ходу переговоров. Среди захваченных были Луис Паллайс Дебайле, двоюродный брат диктатора и глава Палаты депутатов; Хосе Сомоса, племянник диктатора; глава МВД Антонио Мора Ростран; 49 депутатов. Кризис разрешился через 45 часов принятием условий СФНО (кроме финансового, выплачено только полмиллиона долларов) и вылетом боевиков, посредников, части заложников и всех освобождённых (выяснилось, что 10 человек уже погибли в застенках) на двух самолётах в Панаму.
25 августа в стране началась общенациональная забастовка с единым требованием: отставкой А. Сомосы. 27 августа в 3-м по величине городе страны, Матагальпе, началось сооружение баррикад и развернулись бои между сандинистами и нацгвардейцами. 29 августа город бомбила правительственная авиация, были переброшены дополнительные войска, которые 3 сентября отбили город и начали широкие карательные акции, что привело к стихийному восстанию в департаментах Леон, Матагальпа, Чинандега, Эстели, Масая и Манагуалос. Восстание охватило районы, где проживало более половины населения страны.
9 сентября фракция СФНО-Пролетарии призвала к всеобщему восстанию и предприняла нападения на нацгвардию в разных районах страны, включая Манагуа.
Повстанческая армия с боями взяла под контроль ряд никарагуанских городов.
Однако 19 сентября восстановивший единство СФНО объявил о прекращении наступления и переходе к обороне, отряды сандинистов оставили все ранее занятые крупные населённые пункты. 21 сентября подавлены последние очаги восстания. По итогу погибло около 5 тысяч и более 7 тысяч человек ранены, в подавляющем большинстве — гражданские лица. Национальная гвардия с большим трудом, применяя массированную бомбёжку городов, сумела подавить восстание в ходе «Операции „Омега“», однако численность СФНО резко выросла.
В коммюнике СФНО, опубликованном 17 октября, уроки восстания были проанализированы. В частности, говорилось: «…мы обвиняем в соучастие в этой бойне самые реакционные круги военщины Сальвадора и Гватемалы, которые сразу же направили в Никарагуа самолёты и более 500 солдат, чтобы помочь диктатору уничтожить наш народ. Однако ещё бо́льшую ответственность несут реакционные круги американского правительства… В этой войне напалм, белый фосфор и 250-килограммовые бомбы… сбрасывались с самолётов, которые… пилотировались американцами и никарагуанцами, обученными на военных базах США».

## Заключительный этап партизанской войны
7 марта 1979 года в Гаване было сформировано Объединённое национальное руководство СФНО в составе 9 человек — по 3 от каждой из фракций:
- От фракции «терсеристов»:
  - Даниэль Ортега, Умберто Ортега и Виктор Тирадо
- От фракции «Длительной народной войны»:
  - Томас Борхе, Генри Руис и Байярдо Арсе
- От фракции «Пролетариев»:
  - Луис Каррион, Хайме Уилок и Карлос Нуньес.

В апреле началось крупное восстание в городе Эстели на севере страны.
В июне СФНО призвал своих участников к решающему и общему наступлению, а всё население страны к общенациональной забастовке. Восстание распространилось на города Матагальпа, Чинандега, Леон, Манагуа, Масая, Хинотепе, Сомотильо и Ривас. Уже к 7 июня были освобождены более 20 городов страны.
5 июля войска СФНО с трёх сторон окружили Манагуа.
Попытка США вмешаться в войну и ввести в страну войска стран Организации американских государств не встретила поддержки в ОАГ. Провалились и попытки договориться с СФНО о составе будущего руководства страны. В ночь на 17 июля диктатор А. Сомоса со всем семейством бежал из страны.
18 июля 1979 года СФНО официально признала Коста-Рика (став девятой страной мира, признавшей СФНО в качестве нового правительства Никарагуа).
19 июля 1979 повстанцы вступили в Манагуа, национальная гвардия сложила оружие, Сандинистская революция победила. Власть перешла к Правительственной хунте национального возрождения, включавшей представителей различных политических сил, но при однозначном доминировании фракции терсеристов СФНО — Даниэль Ортега, Серхио Рамирес, Моисес Хасан, Альфонсо Робело и Виолета Барриос де Чаморро. Решающим влиянием обладал Даниэль Ортега, в марте 1981 года официально объявленный первым лицом — координатором хунты.

## СФНО у власти (1979—1990).Гражданская война

### Партийная политика
Первоначально Сандинистская революция пользовалась поддержкой подавляющего большинство населения страны. Провозглашение демократических свобод и социальных реформ расширяло популярность СФНО.
Однако с 1980 года положение стало быстро меняться. Сандинистская политика постепенно принимала формы, близкие «реальному социализму» — командно-административной системе. В сентябре 1980 года СФНО был реорганизован из военно-политического движения в политическую партию. Идеология партии приобрела выраженные марксистские черты с заметным прокоммунистическим уклоном. Главными проводниками этой политики выступали министр внутренних дел Томас Борхе, начальник Генерального директората государственной безопасности (DGSE, орган политического сыска) Ленин Серна и ведущий идеолог СФНО того периода Байярдо Арсе. Братья Ортега при этом занимали более умеренную позицию, а Эден Пастора был противником «предательства наших идеалов ради марксизма-ленинизма».
МВД и DGSE развернули политические репрессии. В экономике осуществлялось огосударствление, в том числе аграрная коллективизация, особенно в кластере кофейного производства. Этапным событием стало убийство агентами DGSE председателя Союза сельскохозяйственных производителей Никарагуа Хорхе Саласара 17 ноября 1980.
С осени 1980 года началось вооружённое противостояние между правительством СФНО и радикальной антисандинистской оппозицией, получившей название Контрас. Оно переросло в ожесточённую гражданскую войну, растянувшуюся почти на десятилетие. Сандинисты получали политическую и военно-техническую помощь СССР и Кубы, контрас пользовались активной поддержкой американской администрации Рональда Рейгана. Никарагуанский конфликт превратился в важный элемент глобальной Холодной войны. В этих условиях усиливалась политическая роль армии и DGSE.
В то же время социально-экономическая и политическая система Никарагуа 1980-х годов не приняла завершённых форм «реального социализма». В стране сохранялся частный сектор экономики, влиятельная католическая церковь и даже контролируемая легальная оппозиция. В 1984 году сандинисты провели президентские и парламентские выборы, победителями которых были объявлены Даниэль Ортега и СФНО.
В период правления сандинистов была принята новая Конституция Никарагуа, проводилось обширное реформирование социальной, политической и экономической структуры общества. Достижения в сфере расширения грамотности населения удостоились специальной премии ЮНЕСКО.

### Партийная оргструктура
Высшим органом СФНО с 1980 года является Национальное руководство СФНО (9 чел.). В составе СФНО были созданы детская и молодёжная организации:
- «Ассоциация детей-сандинистов имени Луиса Альфонсо Веласкеса» (Asociacion de Ninos Sandinistas) объединяла детей и подростков («чавалос»);
- «Сандинистская молодёжь имени 19 июля» («JS-19J»).

С 1981 года в Манагуа существует Институт изучения сандинизма (Instituto de Estudios del Sandinismo), собирающий исторические документы и свидетельства, касающиеся сандинизма.
В начале 1981 года в качестве высшего консультативного органа руководства СФНО была образована Сандинистская ассамблея (105 чел.).
В июле 1984 года была принята программа действий на период до 1991 года.
В августе 1985 года была образована Исполнительная комиссия (5 чел.), задачей которой являлся контроль за реализацией правительственных решений и партийных программ на всех уровнях власти.
В первые годы СФНО являлся основным компонентом Хунты национальной реконструкции, затем победил на выборах в сентябре 1984 года — получив 67 % и 61 из 96 мест в Национальной ассамблее. По два места получили тогда союзники СФНО — ходжаистское Марксистско-ленинское движение народного действия, просоветская Никарагуанская социалистическая партия и прокитайская Никарагуанская коммунистическая партия. 14 мест получила демократическая консервативная партия Виолетты Чаморро. Независимая либеральная партия из-за того, что многие её сторонники бойкотировали выборы получила только 9 мест. 6 мест получила Социал-христианская народная партия. СФНО в этот период бессменно возглавлял Даниэль Ортега, тогда же избранный президентом с 67 % голосов.
В своей деятельности СФНО опирался на поддержку массовых общественных организаций, в числе которых были:
- «Патриотический фронт революции» — надпартийная организация, которая объединяла членов четырёх политических партий (СФНО, Никарагуанской социалистической партии, Независимой либеральной партии, Социал-христианской народной партии) и иных сторонников сандинистского правительства[24];
- «Ассоциация никарагуанских женщин имени Луисы Аманды Эспиносы» (Asociación de Mujeres Nicaragüenes Luisa Amanda Espinoza, AMNLAE);
- «Ассоциация сельских тружеников»;
- «Сандинистский профцентр трудящихся» (Central Sandinista de Trabajadores);
- «Ассоциация учителей Никарагуа»;
- «Федерация работников здравоохранения» и др.

## Пребывание в оппозиции (1990—2006). «Управление снизу» и «двухпартийная диктатура»
23 марта 1988 года правительство СФНО заключило с коалицией контрас Никарагуанское сопротивление Соглашение Сапоа о прекращении гражданской войны и политическом урегулировании. Были достигнуты договорённости о прекращении огня, освобождении политзаключённых, возвращении эмигрантов, легализации оппозиции, политической реформе. Со стороны СФНО главную роль в успехе мирного диалога сыграл Умберто Ортега-младший (со стороны контрас — Адольфо Калеро).
В соответствии с «Соглашением Сапоа», 25 февраля 1990 года в Никарагуа состоялись свободные выборы президента и Национальной ассамблеи. Вопреки большинству прогнозов, СФНО потерпел поражение, получив 40,8 % голосов. Власть перешла к Национальному союзу оппозиции (коалиция 14 партий от консерваторов до коммунистов). Даниэль Ортега уступил президентский пост Виолетте Барриос де Чаморро.
СФНО сохранил серьёзные позиции во власти, особенно в силовых структурах. Ортега-старший выдвинул лозунг «Управлять снизу!» Барриос де Чаморро заключила негласные политические договорённости с братьями Ортега. В частности, Ортега-младший до 1995 года оставался министром обороны, Хоакин Куадра — начальником штаба армии, Ленин Серна — генеральным инспектором вооружённых сил. Административный и хозяйственный аппарат в значительной степени комплектовался кадрами СФНО. Сандинисты приняли активное участие в рыночных реформах, Байярдо Арсе сформировал крупную бизнес-систему, замкнутую на руководство СФНО. Непримиримые противники сандинистов либо устранялись физически (как Энрике Бермудес) либо оттеснялись на обочину политической жизни (как Аристидес Санчес).
В 1996 году состоялись очередные выборы, на которых СФНО вновь потерпел поражение. Даниэль Ортега собрал 38 % голосов. Президентом был избран представитель Либерально-конституционной партии (ЛКП) Арнольдо Алеман. По видимости идеологии и программы ЛКП и СФНО являлись непримиримо враждебными, парламентская фракция СФНО формально оппонировала неолиберальной политике ЛКП. Однако именно при правлении Алемана начался политический реванш сандинистов. В 1999 году ЛКП заключила пакт с СФНО, в соответствии с которым был произведён фактический раздел госаппарата, сфер власти и влияния. Период президентства Алемана характеризовался как «двухпартийная диктатура».
При этом отмечались заметные подвижки в идеологических установках СФНО. Даниэль Ортега призывал никарагуанцев «простить сомосистов». В свою очередь, Анастасио Сомоса Портокарреро, сын диктатора, свергнутого сандинистами в 1979 году, призывал поддержать Ортегу на президентских выборах, поскольку тот «пересмотрел позицию и возглавил новых сандинистов, которые хотят оставить позади прошлые ошибки и идти вперёд».
В 2001 году СФНО снова выдвинул кандидатуру Даниэля Ортеги в президенты Никарагуа. Ортега собрал уже более 46 %, но победу одержал кандидат ЛКП Энрике Боланьос.

## Возвращение к власти
На выборах 2006 году правые силы не смогли выдвинуть единого кандидата. Это было обусловлено расколом в ЛКП и коррупционным скандалом вокруг экс-президента Алемана. Многие либералы были возмущены сговором либеральной и сандинистской элиты. В то же время Даниэль Ортега оставался бесспорным лидером и кандидатом СФНО. Кроме того, сандинисты пошли на альянс с Партией никарагуанского сопротивления, созданной бывшими контрас, что углубило раскол противников СФНО.
При голосовании 5 ноября 2006 года Даниэль Ортега получил наибольшее количество голосов — 38,07 % голосов. Его ближайший конкурент, представитель Никарагуанского либерального альянса Эдуардо Монтеалегре собрал 29 %. Фракция СФНО стала самой многочисленной в Национальной ассамблее.
Даниэль Ортега возвращался к власти с совершенно иной риторикой, нежели в годы революции. Он выступал с публичным раскаянием за политику 1980-х, акцентировал приверженность католическим традициям и патриархальным ценностям. 3 сентября 2005 года Даниэль Ортега и Росарио Мурильо демонстративно обвенчались по католическому обряду после десятилетий гражданского брака. На церемонии присутствовал кардинал Мигель Обандо-и-Браво. Ортега обязался также воздерживаться от социального радикализма, гарантировал неприкосновенность собственности олигархов. Байярдо Арсе установил отношения делового сотрудничества между руководством СФНО и Верховным советом частного предпринимательства (COSEP).
При формальном сохранении демократических институтов руководство СФНО и семейный клан Ортега установили плотный контроль над политической системой и ключевыми экономическими активами. В октябре 2009 года Верховный суд Никарагуа отменил конституционное ограничение президентства одним пятилетним сроком. В результате лидер СФНО получил возможность вновь баллотироваться в президенты. За период с 2007 года при невыясненных обстоятельствах были убиты около двадцати непримиримых противников СФНО из числа бывших контрас. С 2010 года в Никарагуа началось вооружённое подпольное сопротивление правительству СФНО.
Выборы 2011 года вновь принесли успех Ортеге и СФНО. Ортега добился переизбрания с рекордным результатам — почти 62,5 %. Кандидата оппозиционной Независимой либеральной партии Фабио Гадеа поддержали 31 % избирателей, Арнольдо Алемана — менее 6 %. В нынешнем составе Национальной ассамблеи СФНО имеет 63 мандата из 92
Главными фигурами СФНО периода второго правления считаются президент Даниэль Ортега, его жена и пресс-секретарь Росарио Мурильо (куратор идеологии и пропаганды), начальник партийной спецслужбы Ленин Серна (политический координатор судебной системы), экономический советник президента Байярдо Арсе, генерал командующий армией Хулио Сесар Авилес (командующий никарагуанской армией), судья Верховного суда Рафаэль Солис Серда. Между Мурильо и Серной отмечаются серьёзные конфликты в борьбе за власть и приоритетный доступ к Ортеге
В идеологии СФНО революционно-марксистские мотивы сменились патриархально-традиционалистскими и до некоторой степени полумистическими. Партийное руководство установило тесную связь с католическим епископатом. В выступлениях Даниэля Ортеги и Росарио Мурильо подчёркивается гармония государственной власти и партийной идеологии с католической церковью.
В обоснование своей политики лидеры СФНО приводят социальные достижения — рост продолжительности жизни, развитие систем образования, здравоохранения, трудоустройства, помощи малоимущим. Пропагандируются масштабные инфраструктурные проекты, прежде всего строительство Никарагуанского канала.
По мнению критиков власти сандинизм трансформировался в «даниэлизм» (от имени Даниэля Ортеги). Многие прямые родственники Д. Ортеги, включая детей, занимают знаковые позиции в системе государственного аппарата, его жена Росарио Мурильо является вице-президентом. За прошедшее десятилетие семейство Ортеги и связанные с ним другие «сандинистские» кланы обогатились. Перед всеобщими выборами в 2016 году правящие круги добились отстранения от участия в них всех серьёзных оппозиционных политиков и снятия депутатского иммунитета с большинства противостоящих власти парламентариев, в результате Даниэль Ортега был переизбран с 72,4 % голосов, СФНО на законодательных выборах получил 66,5 % голосов, обеспечив себе в Национальной Ассамблее 56 из 70 мандатов.

## Сандинистская альтернатива
В 1995 году сандинистский политик Серхио Рамирес, вице-президент Никарагуа в 1985—1990 годах, основал Движение за сандинистское обновление, стоящее на позициях социал-демократии и «подлинного сандинизма». В этом выразилось несогласие многих сандинистов с обозначившимся уже в 1990-х годах идеологическим дрейфом СФНО. Недовольство только возрастало с возвращением к власти Ортеги, сопровождавшимся авторитарными и консервативными тенденциями, а также отходом от социалистических принципов (в Никарагуа насчитывается больше долларовых мультимиллионеров, чем в Коста-Рике, Панаме или Сальвадоре). В новую партию вошли такие известные ветераны Сандинистской революции, как Эрнесто Карденаль, Дора Мария Тельес, Моника Бальтодано и Карлос Мехия Годой.